# 408P/Novičonok-Gerke
408P/Novičonok-Gerke è una cometa periodica appartenente alla famiglia delle comete gioviane. La cometa è stata scoperta il 7 settembre 2011 , la sua riscoperta il 20 giugno 2020 ha permesso di numerarla . Unica caratteristica di questa cometa è di avere una piccola MOID col pianeta Giove di sole 0,114 u.a.: il 21 agosto 1993 i due corpi celesti passarono a 0,107 u.a. di distanza, il 16 dicembre 2170 passeranno a 0,329 u.a. di distanza.